# Templo de Santa María de la Consolación (Todi)
El templo de Nuestra Señora de la Consolación (en italiano: tempio di Santa Maria della Consolazione) es un importante lugar de culto católico de la pequeña localidad de la provincia de Perugia de Todi, que está fuera de las murallas del siglo XIII de la ciudad. Obra arquitectónica de importancia internacional, se considera uno de los edificios-símbolo de la arquitectura renacentista con su pura interpretación bisimétrica de la planta centralizada. Su construcción se inició en 1508 y terminó después de cien años. Llegando de Orvieto, la iglesia es visible en la distancia antes de entrar en la ciudad. Su arquitectura clásica se opone a la del casco antiguo, de carácter medieval.

## Localización
El templo permanece todavía en una posición relativamente periférica. Esto pone de manifiesto el hecho de que en la Virgen de la Consolación se introdujo un innovador principio urbanístico, en cierto modo comparable al medieval de la Basílica de San Pedro en Roma (también fuera muros).
Comunque, y particularmente desde la época del Renacimiento los edificios del género fueron dispuestos fuera de los muros de la ciudad, de acuerdo con las teorías arquitectónicas propuestas por Leon Battista Alberti. A menudo la ciudad medieval no disponía de más áreas edificables en el interior de las murallas y los municipios encontraban en lugares externos la posibilidad de crear soluciones urbanísticas nuevas y desvinculadas  de los cánones de espacio y de forma impuestas por los edificios circundantes.

## Historia

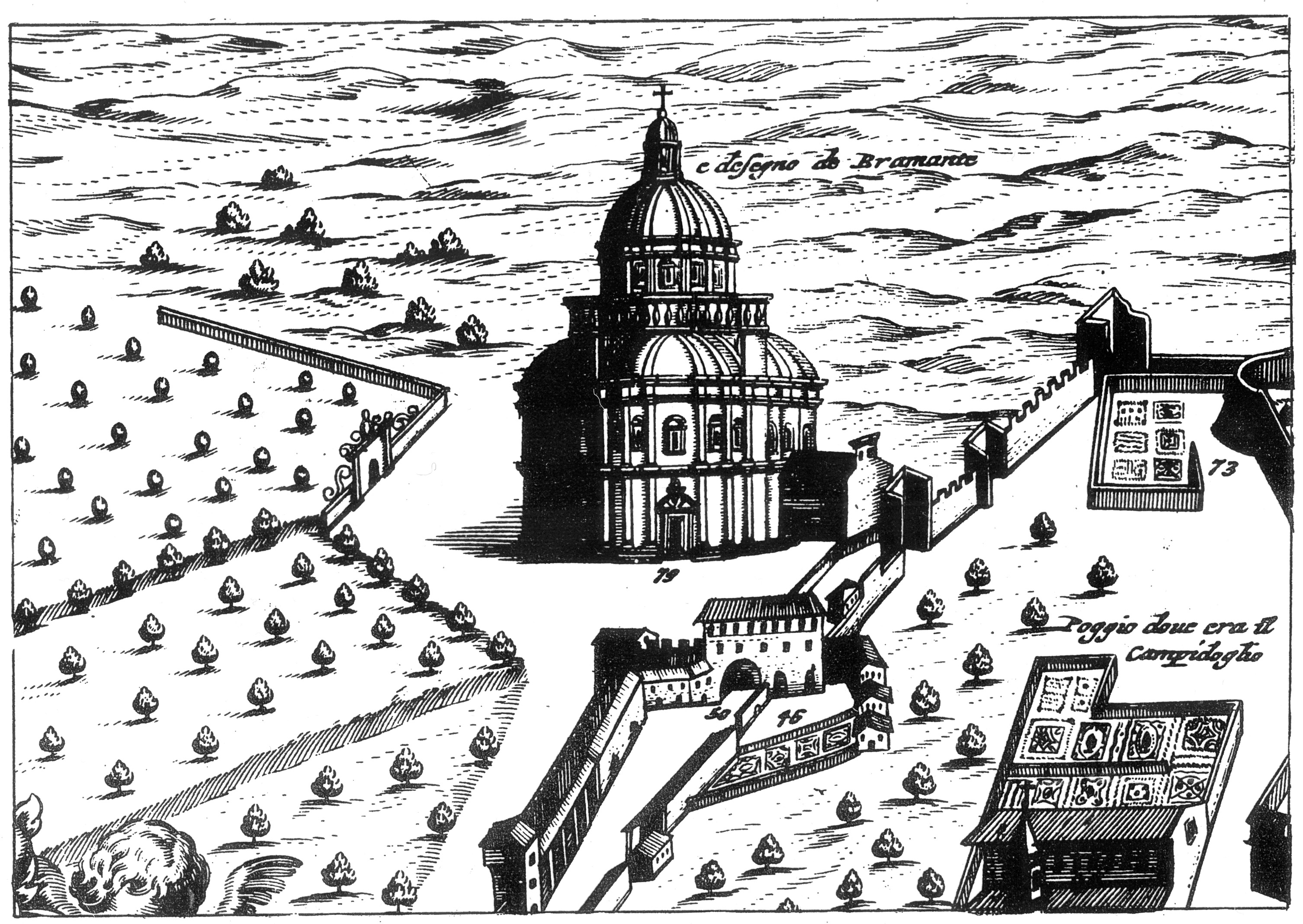
Jean Blaeu, vista de la iglesia fuera de los muros de Todi, 1663

La leyenda cuenta que en Todi, a principios del siglo XVI, ocurrió un milagro. Un operario de la limpieza de un fresco de la Virgen habría sido curado milagrosamente de una enfermedad grave en un ojo. En este punto, destacó la oportunidad de hacer el milagro conocido incluso en regiones distantes mediante la construcción de un santuario mariano en las proximidades: la iglesia estaba destinada a albergar la imagen de la Virgen y convertirse así en un punto de peregrinaje para los enfermos de todo tipo, surgiendo en el lugar de una capilla medieval ya presente.
Desde el punto de vista político, la comuna de Todi estaba en competencia con otras ciudades vecinas. Varias de ellas habían abordado la construcción de prestigiosas catedrales medievales: para la comuna de Todi era ventajosa la perspectiva de construir una iglesia muy representativa en estilo renacentista, que debía considerarse moderna. La ubicación periférica de la iglesia también tenía la ventaja de presentar la ciudad como un objeto de prestigio visible desde la lejanía. La financiación del proyecto fue posible debido a varias fuentes, entre ellas de gran importancia  las ofrendas realizadas por los peregrinos enfermos. Entre otras cosas, se comenzó la construcción de una enfermería.
La autoría del proyecto arquitectónico no es segura. Desde el siglo XVI se ha atribuido a Donato Bramante, pero no hay documentos que puedan justificar esta atribución. Es cierto que Bramante no asistió nunca a la obra, mientras que son ciertos los nombres de los maestros (casi todos representantes de su escuela) que se han sucedido en el lugar en varias fases de la construcción: al principio, y hasta 1512, las obras fueron dirigidas por Cola da Caprarola, más tarde se hizo cargo de Baldassarre Peruzzi (hasta 1518), Vignola  (hasta 1565) y, finalmente, Ippolito Scalzi.
Otros arquitectos han contribuido a la construcción, entre ellos Antonio da Sangallo el Joven, Galeazzo Alessi y Michele Sanmicheli.
El proyecto comenzó acabarse en 1586, cuando se inició la construcción del tambor seguido por el resto de la cúpula. Esta última ya estaba cumplieavanzan las formas arquitectónicas que se convertirían en típicas del barroco (la forma oval de la cúpula es uno de los pocos elementos arquitectónicos de la iglesia que escapan a los dictados de arquitectura del Renacimiento).

## Descripción

### Exterior

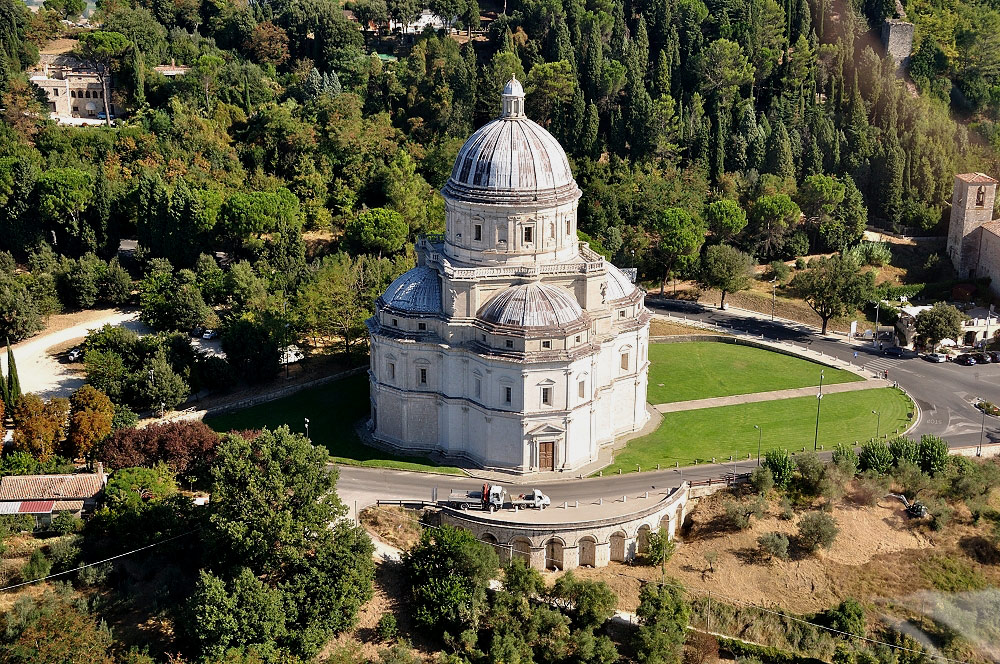
Vista del exterior

El edificio es de planta central, en forma de cruz griega: un bloque de base de planta cuadrada se construye entre cuatro enormes pilastras angulares; en torno al bloque central se agrupan cuatro ábsides que forman los brazos de la cruz y delínean gran parte del perímetro del templo. Vista desde el exterior, la iglesia está decorado con un doble orden corinto de delicadas lesenas.
La sucesión de las pequeñas ventanas, diseñadas por Valentino Martelli, y ritmadas por la alternancia de frontones triangulares y curvos.
Los cuatro ábsides están cubiertos por otras tantas semi-cúpulas que circundan la base de la gran terraza cuadrada, alrededor de la cual se dispusieron cuatro águilas hechas por Antonio Rosignoli entre 1601 y 1604 y que simbolizan la poderosa comuna de Todi. Con su balaustrada, la terraza corona el gran bloque de planta cuadrada.
Desde la terraza se levanta una gran cúpula de tambor, con su linterna que corona todo el edificio, de más de sesenta metros de altura. De acuerdo con la teoría de la arquitectura renacentista, la vista del conjunto del templo se hace claramente visible por las formas geométricas básicas: cuadrado, triángulo, círculo, cilindro y esfera.

### Interior

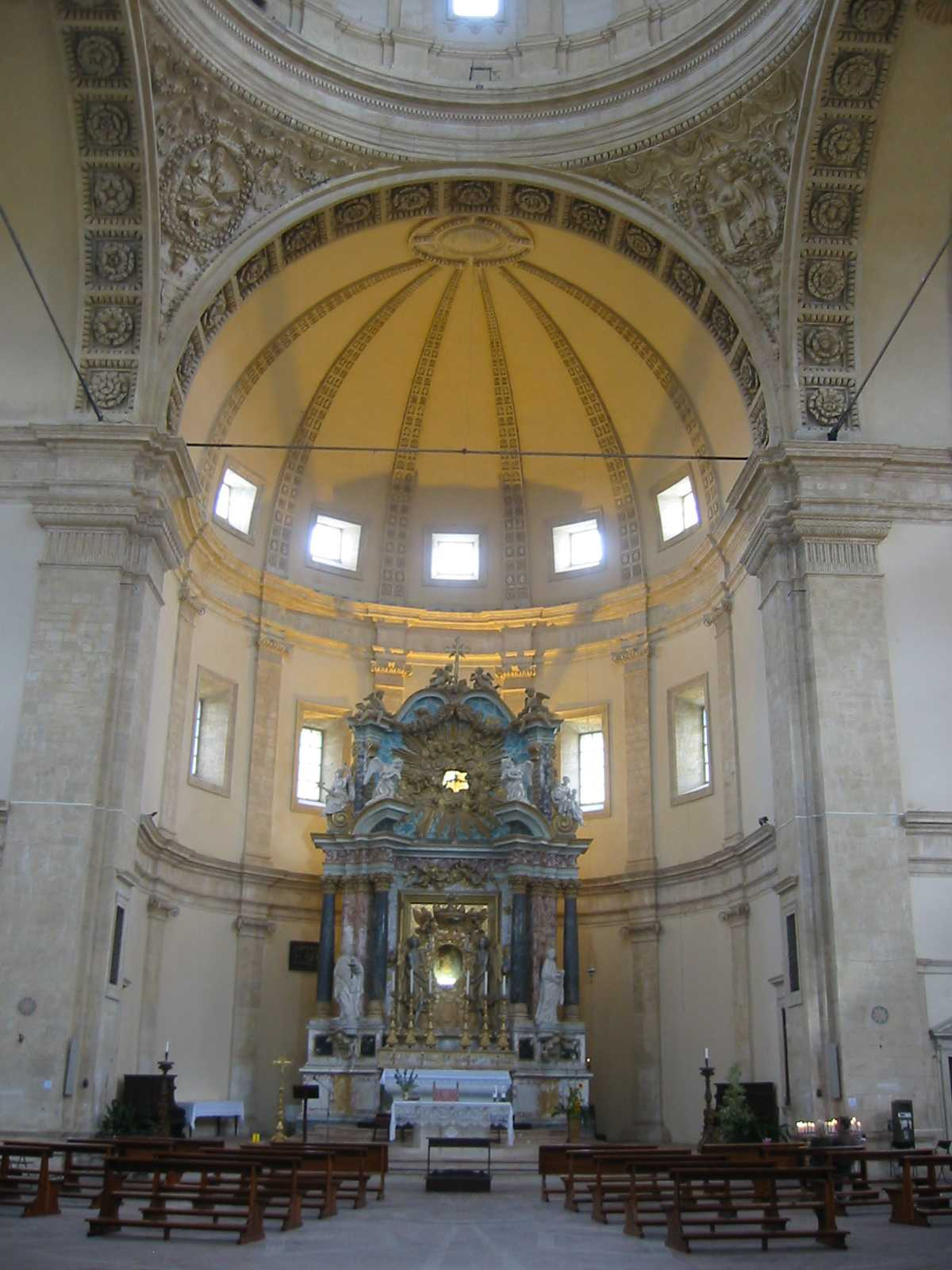
Ábside norte con altar barroco

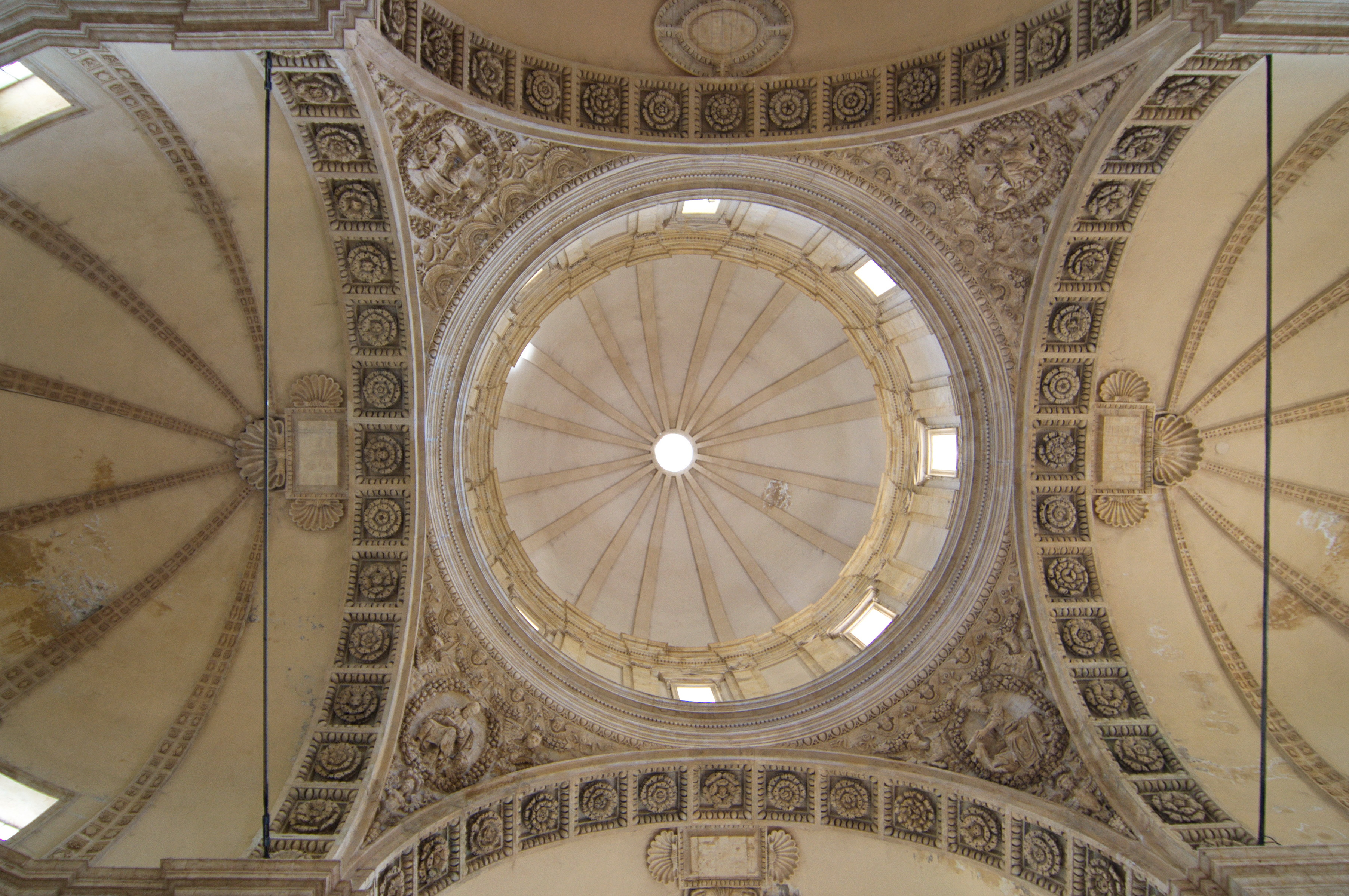
La cúpula desde el interior

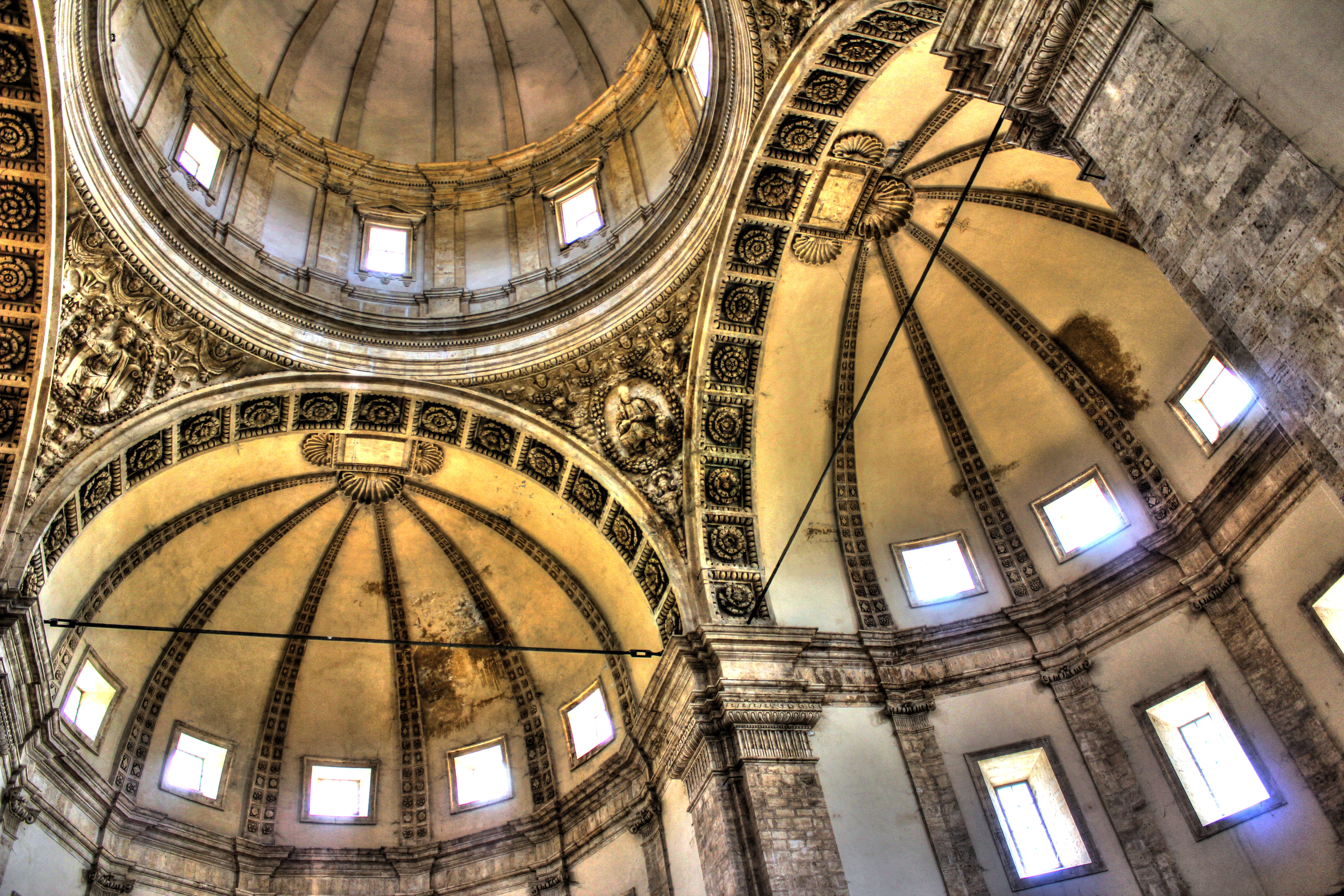
Juego de bóvedas

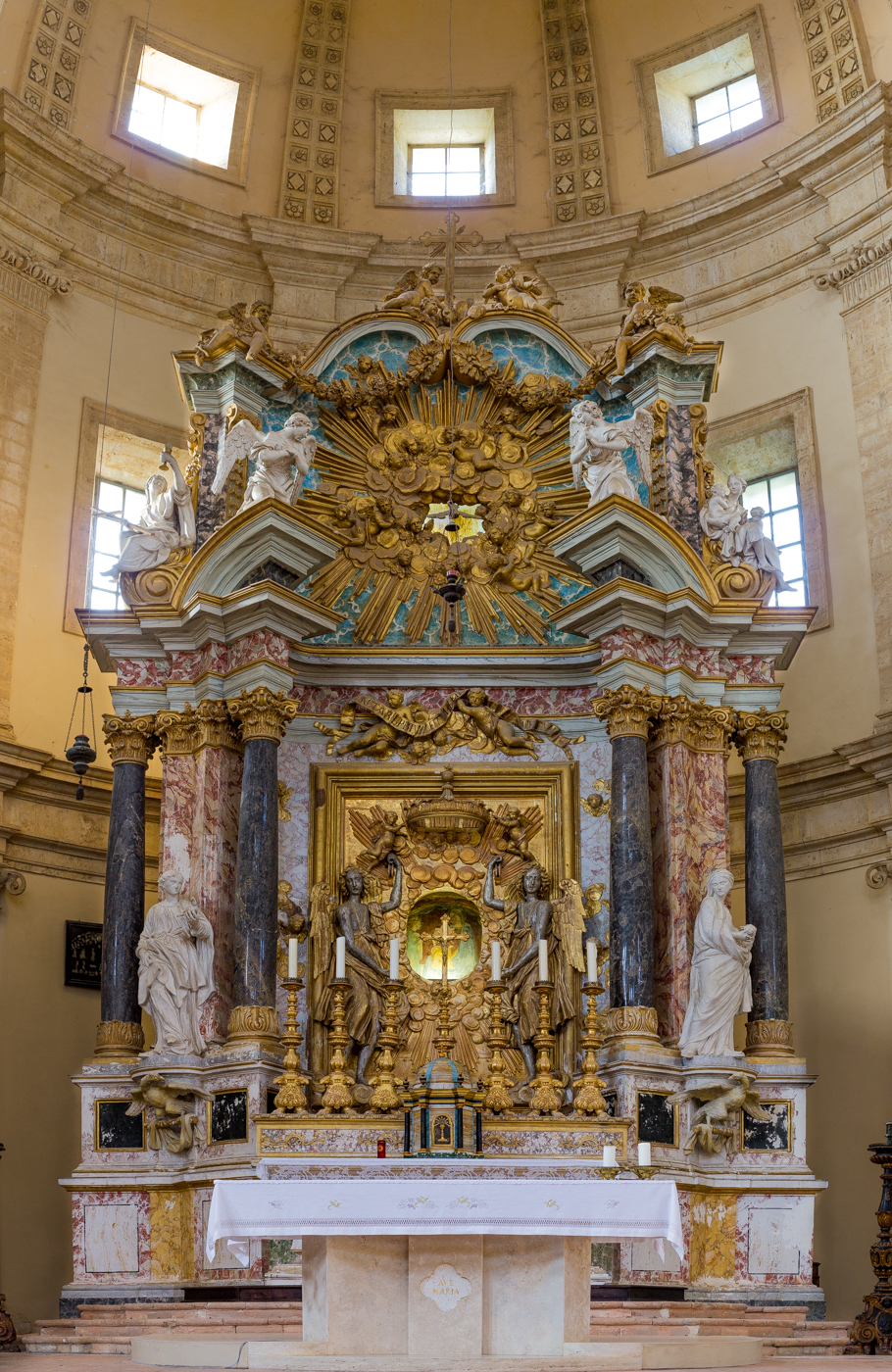
Vista del altar mayor, obra barroca de Andrea Santini

El proyecto se asemeja mucho al original de la basílica de San Pedro en Roma, para el que Bramante había propuesto, en ese momento, una gran iglesia de planta central  como en el caso de este templo. Dadas las menores dimensiones de Santa Maria de la Consolación, es fácil entender por qué el proyecto de Todi siguió adelante con más facilidad que el de San Pedro, caracterizado por los continuos replaneamientos y compromisos que implicarían, entre otras cosas, la renuncia a la cruz griega tan cara al Renacimiento.
La elección fue seguida con coherencia en la iglesia de Todi. La planta central satisfacía plenamente los ideales de la época: perfección, máximo equilibrio posible entre las partes y unidad del espacio. A estas consideraciones de naturaleza estilística se contraponían los inconvenientes prácticos: un problema no resuelto en estos edificios es que no esclara la asignación de un lugar ideal para los altares y para la comunidad de fieles. Disponer uno de los elementos principales de la iglesia en uno de los cuatro brazos de la cruz, de hecho, perturbaría la simetría en su interior.
Por ejemplo, no era evidente dónde colocar la sacristía, de modo que en 1613 (seis años después de la terminación) se añadió una externa que se apoyaba en el lado norte, pero que dañaba significativamente la armonía exterior del conjunto. La sacristía fue demolida luego, incluso después de mucho tiempo, en 1862 (con motivo de la unificación del Estado italiano).
Desde un punto de vista geométrico ni siquiera era clara la manera de colocar la imagen de María, ya que los cuatro brazos de la cruz  eran equivalentes (al menos en teoría). El problema se resolvió mediante la creación en el norte de un ábside semicircular, que se distingue de los otros tres, de forma poligonal. Vista desde el lateral, la iglesia, es ligeramente asimétrica y en ese ábside circular se colocó la imagen de la Virgen con el Niño. Todavía está en su sitio original, en correspondencia con el imponente altar mayor. La antigua creencia de curaciones milagrosas ha sobrevivido hasta hoy.
Los ábsides del este, sur y oeste, los poligonales, se aligeran en el interior de cuatro nichos cada uno. Cada uno de ellos lleva una estatua de uno de los doce apóstoles. Horizontalmente, hay una división dada por un doble orden de lesenas (pero que no siguen las proporciones fechas fuera). En la iglesia hay también una estatua de madera de uno de las personalidades más destacadas de Todi, el papa Martín I, que vivió en el siglo VII.
La luz proviene de fuentes situadas en diferentes niveles de altura en torno al edificio. Esta disposición hace hincapié de una manera ideal la unidad espacial del edificio.

### Órgano de tubos
En el ábside lateral izquierdo se encuentra el órgano de tubos Pinchi opus 439, inaugurado en el 2008.
El instrumento tiene un transmisión mixta, mecánica para los manuales y el pedal y eléctrica para los registros y las combinaciones, y su consola está a la izquierda, con dos teclados y pedalero. El órgano tiene 21 registros, con un total de 1515 tubos.

## Galería de imágenes

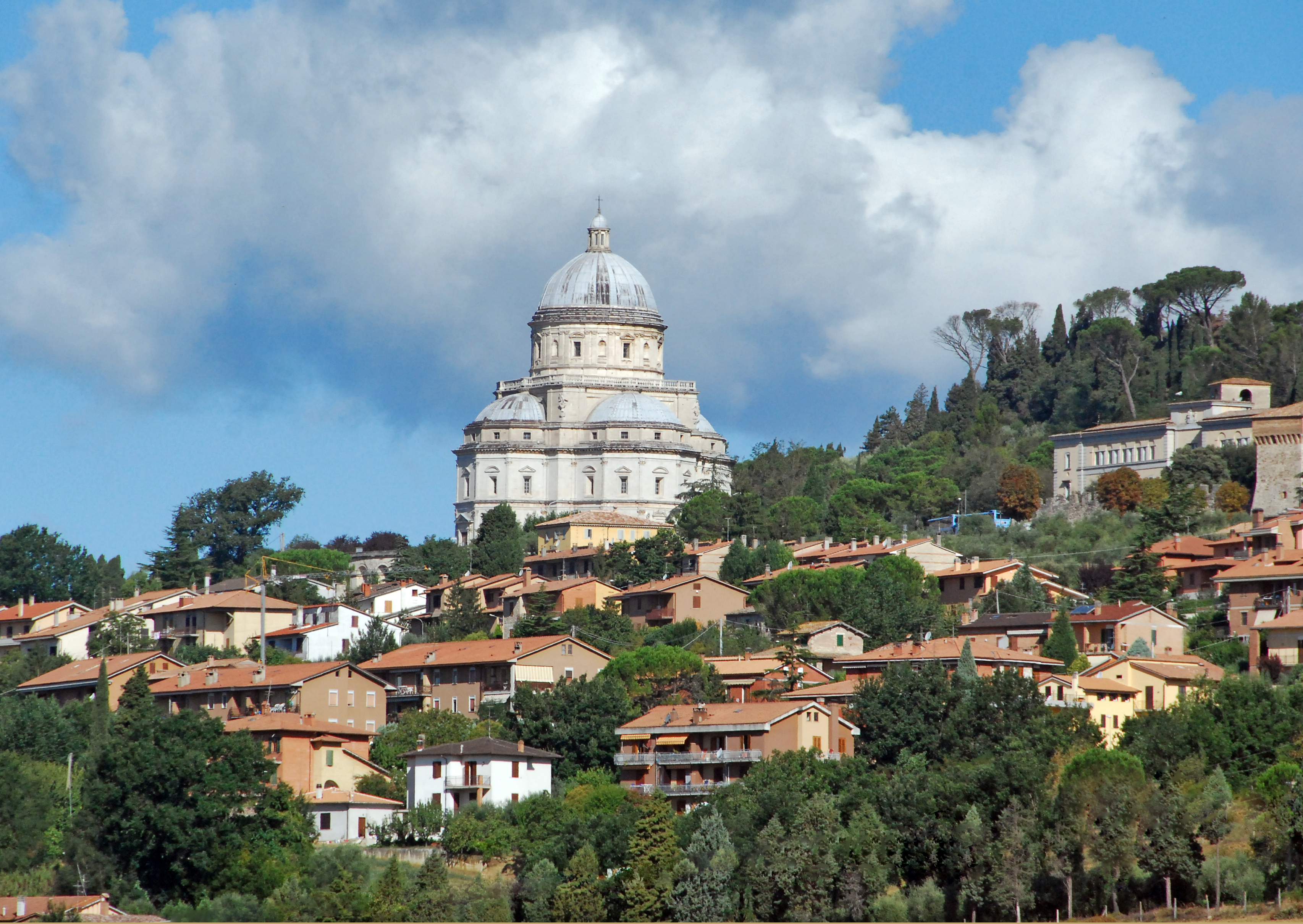
La iglesia sobresaliendo sobre las cubiertas cercanas
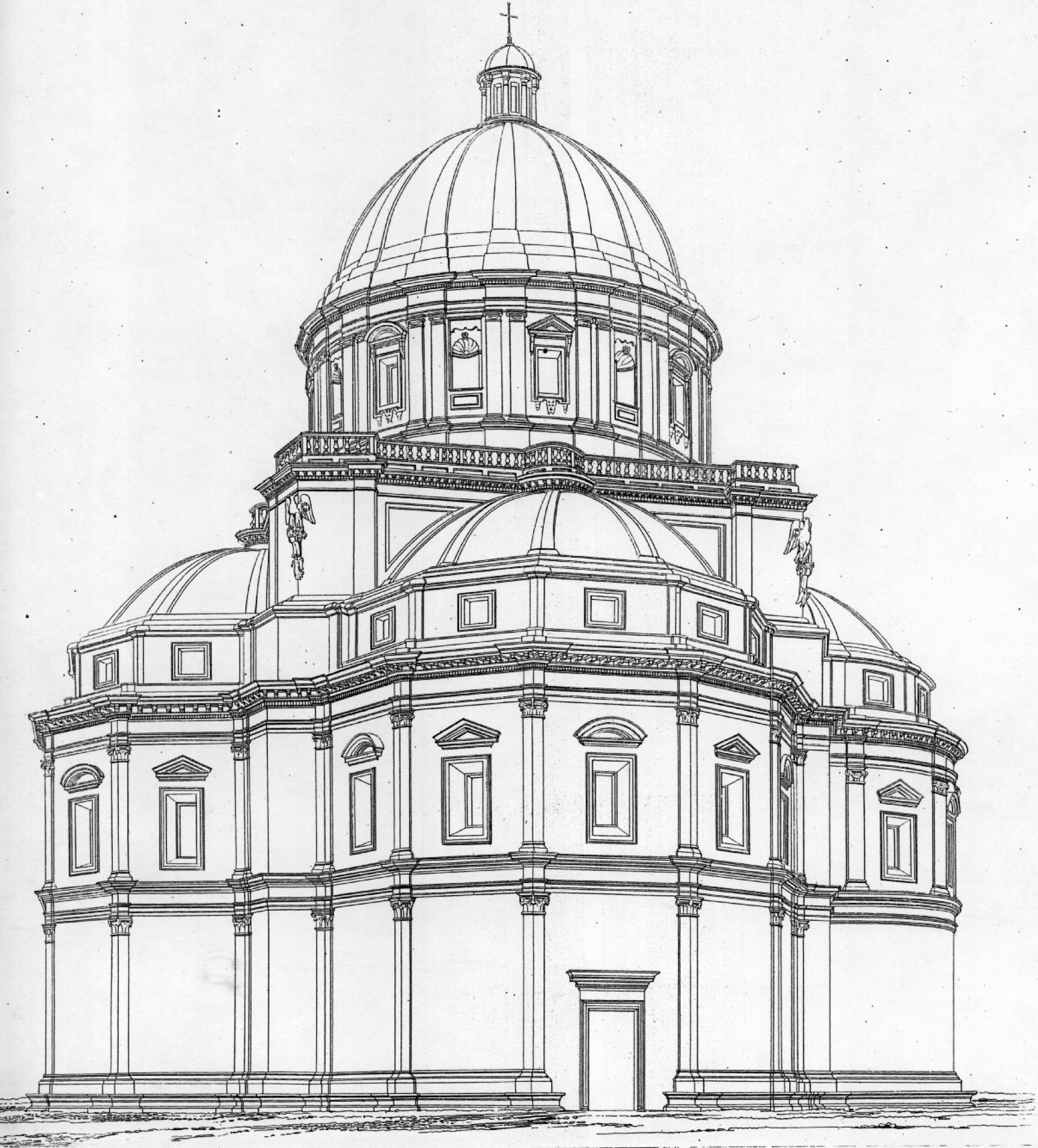
Diseño del exterior
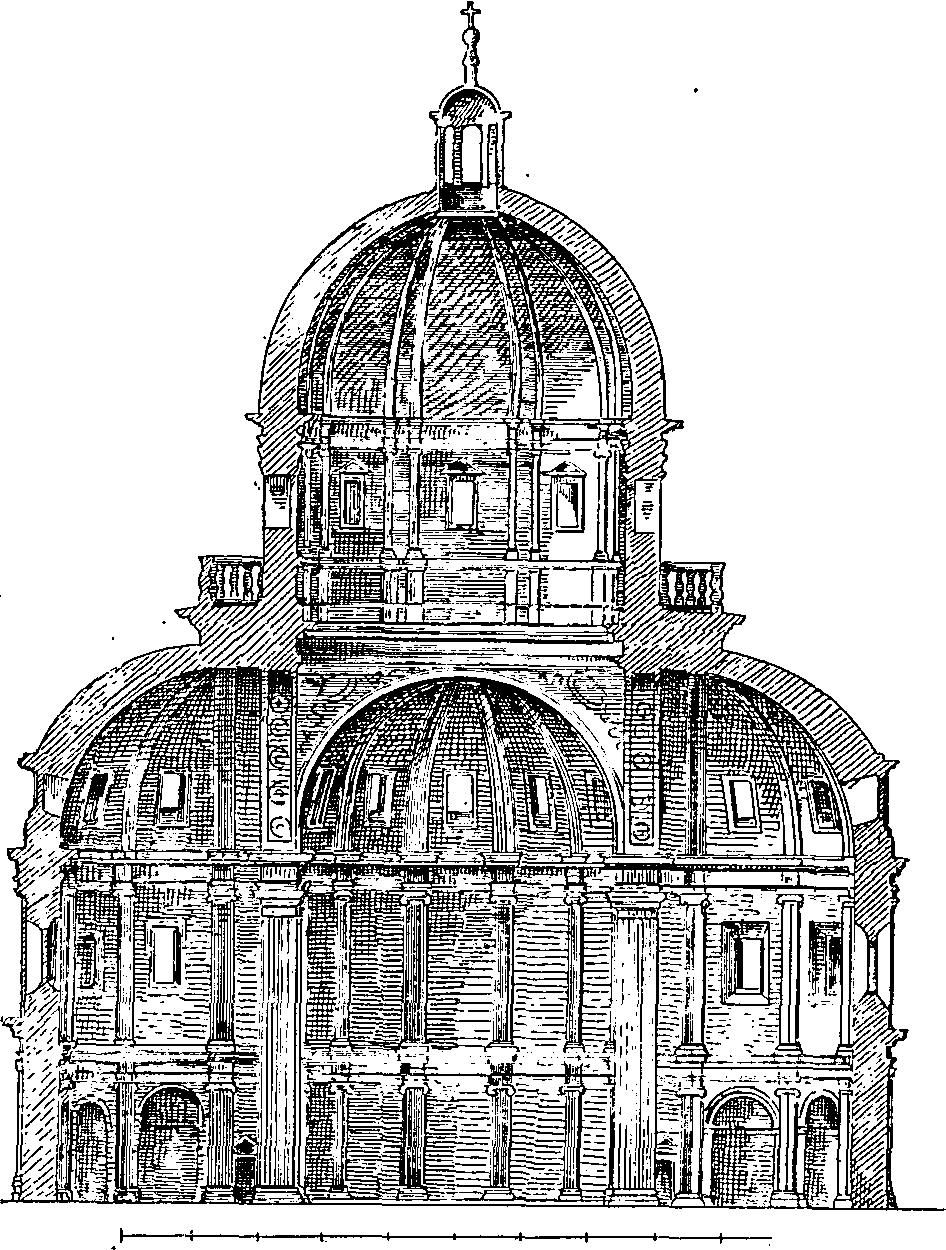
Sección transversal  (de la obra de Palustre, L'Architecture de la Renaissance, 1892)
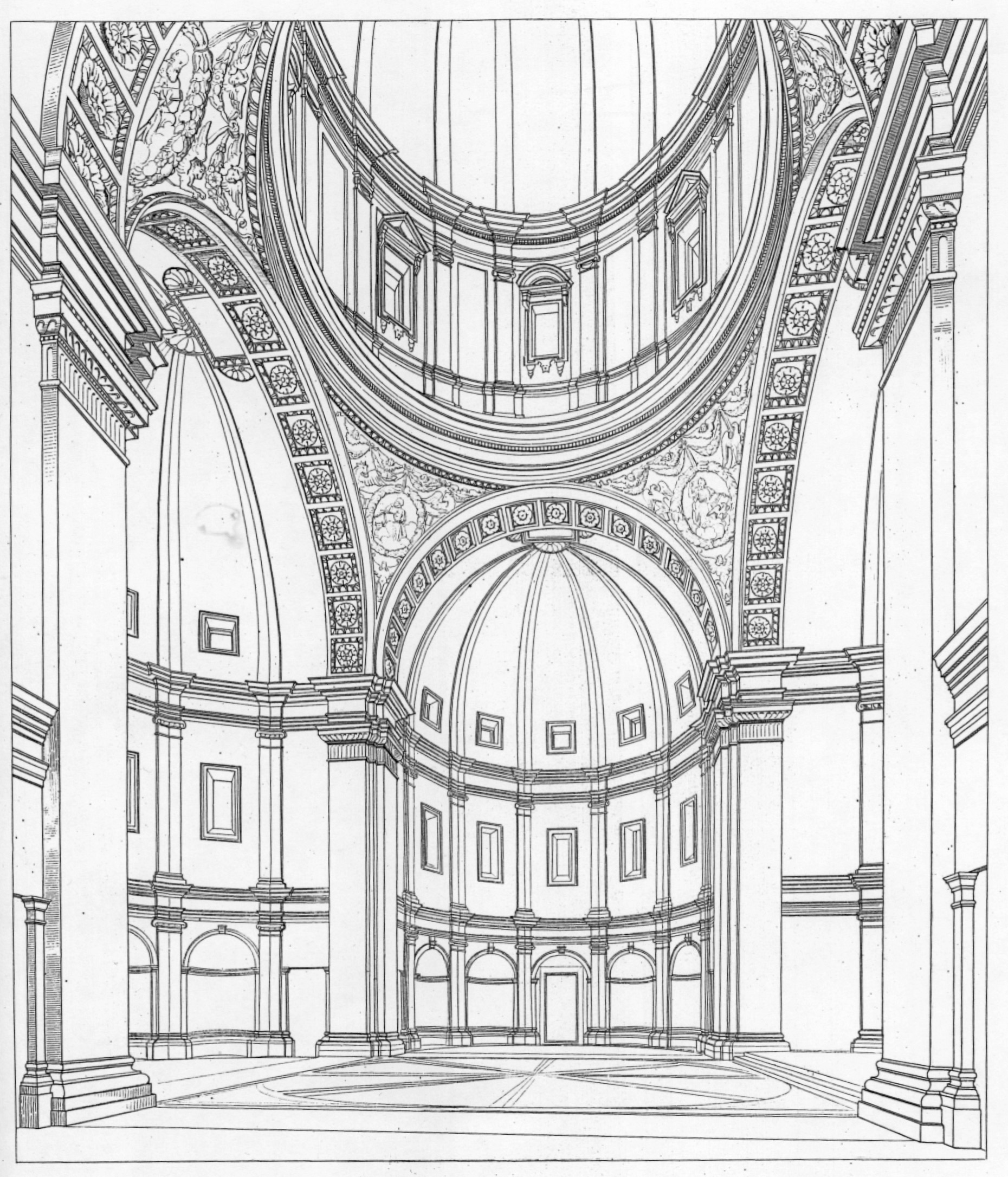
Diseño del interior
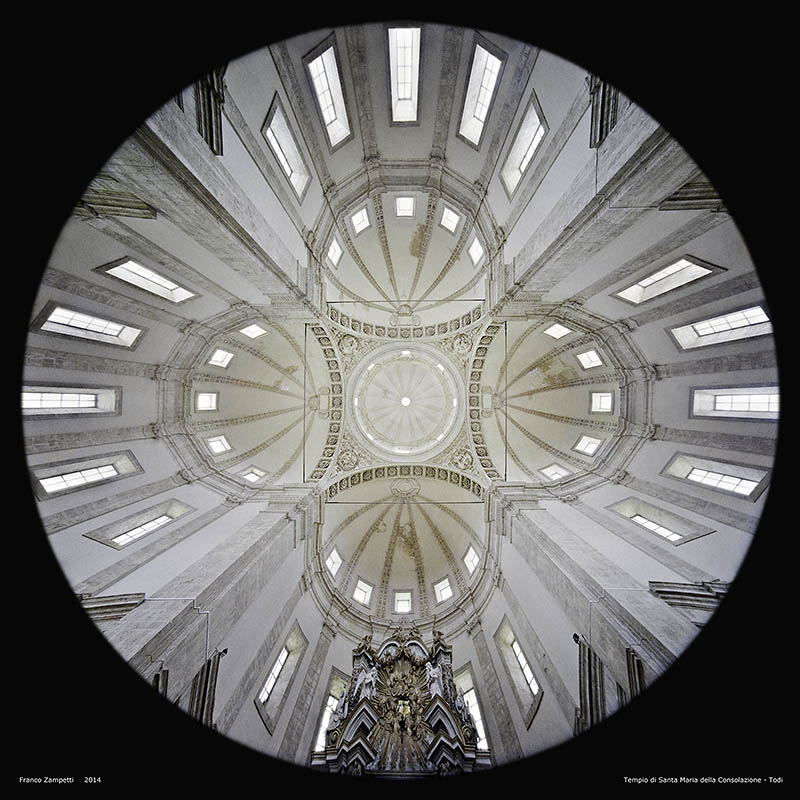
Vista con ojo de pezdel interior